# Генрих VI, часть 2
«Ге́нрих VI, часть 2» (англ. Henry VI, Part 2) — историческая хроника Уильяма Шекспира, вторая часть драматической трилогии о царствовании в Англии Генриха VI Ланкастерского, написанная предположительно примерно в 1590 году и относящаяся к раннему периоду творчества драматурга (по одной из гипотез, это самая первая пьеса Шекспира). Ряд критиков считает её лучшей в трилогии.

## Сюжет
Действие пьесы, в отличие от первой части, происходит исключительно в Англии. Оно начинается с женитьбы Генриха VI на Маргарите Анжуйской в 1445 году. В первой же сцене Шекспир показывает вражду шести аристократических группировок, вызванную поражениями на континенте и слабостью короля. В дальнейшем жертвами интриг становятся Элеанора Глостерская и её муж герцог Хамфри, которого драматург вопреки историческим фактам называет протектором. Элеанору приговаривают к покаянию и заточению, обвинив в колдовстве, Хамфри убивают. Уорик обвиняет в организации убийства Сомерсета и Саффолка, Генрих изгоняет последнего, тот погибает во время морского путешествия.
Ричард Йоркский начинает интриговать, чтобы добиться короны. Он инспирирует восстание Джека Кэда (это выступление занимает важное место в сюжете), а затем самовольно возвращается в Англию после ирландского наместничества. На сторону Ричарда встают Солсбери и его сын Уорик. При Сент-Олбансе происходит первое сражение Войны Алой и Белой розы, в котором побеждают йоркисты.
В последних сценах впервые появляются сыновья герцога Йоркского — будущие короли Эдуард и Ричард, на тот момент уже взрослые люди. Ричард, «урод, горбатый телом и душой», при Сент-Олбансе убивает Сомерсета (в реальности ему тогда было меньше трёх лет).
Исследователи отмечают, что у второй части «Генриха VI» необычный финал: в нём происходит не разрешение накопившихся противоречий, а наоборот — взрыв вражды и ненависти, который получает развитие в заключительной части трилогии.

## История текста
Вторая часть «Генриха VI» стала одной из самых первых пьес Шекспира. Литературоведы относят её к первому этапу творчества драматурга наряду с ещё тремя историческими хрониками, трагедией «Тит Андроник» и обеими поэмами. При этом нет точных данных о времени написания и о порядке создания трёх частей трилогии. Многие исследователи поддерживают гипотезу Чеймберса, согласно которой вторая часть «Генриха VI» была создана раньше других, в 1590 году, то есть может являться самой первой пьесой Шекспира. Их оппоненты, исходя из стиля пьес, более архаичного в первой части, настаивают на том, что трилогия создавалась по порядку.
Первое известное науке издание пьесы было предпринято в «Первом фолио» в 1623 году.
В 2016 году был снят телевизионный фильм «Генрих VI, часть 2», ставший частью цикла «Пустая корона».